# هيو هاريس
هيو هاريس هو لاعب هوكي الجليد كندي، ولد في 7 يونيو 1948 في تورونتو في كندا.

## وصلات خارجية
- هيو هاريس على موقع دوري الهوكي الوطني (الإنجليزية)
- هيو هاريس على موقع EliteProspects.com (الإنجليزية)
- هيو هاريس على موقع HockeyDB.com (الإنجليزية)
- هيو هاريس على موقع Hockey-Reference.com (الإنجليزية)